# Hôtel de Grady
Ne doit pas être confondu avec l'hôtel de Grady, situé rue Saint-Pierre à Liège
L'hôtel de Grady, appelé également hôtel Sklins ou hôtel de Spirlet, est un ancien hôtel particulier du XVIIIe siècle situé en Belgique à Liège, aux no 5 de la rue Hors-Château.

## Historique
La construction de l'hôtel de Grady, commanditée par Nicolas de Spirlet, conseiller privé du prince-évêque, date de 1765. Il est reconstruit sur l'emplacement de trois demeures. Les Grady sont une famille de tanneurs installés en Outremeuse. Enrichie par le commerce, la famille entame une ascension sociale qui fait de ses membres des avocats, des échevins, un député et des hauts magistrats. Des alliances matrimoniales leur ouvrent les portes de l’aristocratie liégeoise et notamment les Stockhem qui sont leurs voisins. Une des maisons sur lesquelles l'hôtel est construit appartient à un Spirlet, d'où une certaine confusion sur l’origine de l'hôtel de Grady. Confusion du fait que l'hôtel de Grady sera vendu à un Spirlet négociant en vin.
L'hôtel passera ensuite par différents propriétaires puis sera exproprié par la Ville de Liège qui voulait y installer un musée. Le projet n’aboutira pas et, après avoir abrité l'échevinat de l'Instruction publique, l'hôtel de Grady est devenu avec l'hôtel de Stockhem le siège de l'école d'hôtellerie de Liège.
Ce bâtiment ne doit pas être confondu avec l'ancien hôtel de Grady, également situé à Liège, rue Saint-Pierre. 

## Description

### Fronton
Le fronton triangulaire daté de 1765 représente une allégorie des fonctions de conseiller privé du prince-évêque.

## Classement
L'hôtel de Grady est classé au Patrimoine immobilier de la Région wallonne en 1941.